# 카를 헤르만 프랑크
카를 헤르만 프랑크(독일어: Karl Hermann Frank, 1898년 1월 24일 ~ 1946년 5월 22일)는 나치 독일의 정치인이자 슈츠슈타펠 대장이다.

## 생애
오스트리아-헝가리 제국의 카를로비바리에서 독일계 목사인 하인리히 프랑크의 아들로 태어난 카를 헤르만 프랑크는 체코계 주민과 유대인을 증오하는 아버지의 교육 탓에 삐뚤어진 인종철학을 가지고 말았다. 1903년부터 1916년까지 칼슈버트의 김나지움을 다닌 프랑크는 1912년에 독일인 청년운동조직인 반더포겔의 창설자가 되어 1916년까지 리더를 맡으면서 칼슈버트의 유스호스텔 건설과 봉사활동에 매진했다. 1914년부터 1915년에는 에갈란트라는 농민봉사단체의 리더를 맡기도 한 프랑크는 제1차 세계 대전 중이던 1916년에 오스트리아 육군의 보병연대에 입대했지만 오른쪽 눈이 색맹이었기 때문에 군에서 나와야만 했다. 그 후 4차례에 걸쳐 입대를 지원했지만 결국 뜻을 이루진 못했다. 이에 1916년부터 1918년까지 준군사조직인 청년방위대에 입대한 프랑크는 그사이 프라하 도이칠란드 대학에서 법학을 공부했다. 그러나 학위는 취득하지 못했는데 1917년부터 1918년에 그는 프라하의 무역대학 과정을 밟기도 했다.
제1차 세계 대전 후 고향인 카를스바트는 체코슬로바키아의 일부로서 오스트리아에서 독립했다. 프랑크는 1918년부터 1921년까지 뷔코비츠에서 공무원으로 일한 후 서점에서 근무하다가 1932년부터 카를스바트에서 서점을 경영하게 되었다. 여러가지 독일 우익단체에 소속하여 정치활동을 시작한 프랑크는 1933년 10월 1일에 '주데텐 독일향토전선'이라는 단체에 참가했다. 프랑크는 주데텐 독일향토전선의 준군사조직 창설에 관여했는데 1935년 4월 19일에 결사명이 <주데텐 독일인민당, 약칭 SdP>로 바뀌면서 선전부장이 되었다. 1935년 5월 19일에 이루어진 체코슬로바키아 의회선거에서 카를스바트의 선거구에 SdP의 후보로 출마한 프랑크는 바로 당선되었다. 1935년 12월에 SdP 당수대리로서 당 중앙정치국 국장에 취임한 프랑크는 주데텐란트의 독일편입 입장을 견지했다. 1938년 10월에 주데텐 란트 지방이 독일에 할양되자 프랑크는 11월 1일에 SdP에서 나치당으로 이적하여 이 날, 하인리히 힘러의 초청으로 친위대에 입대해 친위대 소장계급을 부여받았다. 1938년 12월 4일에는 주데텐란트에서 선거에 출마해 독일 국회의원이 되었다.
1939년 4월 28일에 독일에 병합된 체코의 친위대 및 경찰고급지도자가 된 프랑크는 유대인과 반체제 분자의 색출에 열을 올렸다. 원래 총독은 콘스탄틴 폰 노이라트였지만 그는 히틀러의 눈 밖에 나 1941년 9월에 라인하르트 하이드리히가 부총독으로 임명되어 실권을 장악했다. 프랑크는 하이드리히의 자리를 노렸기 때문에 처음엔 하이드리히와 대립했지만 이후 하이드리히와 가까워져 부관으로서 함께했다. 그러던 와중에 1942년 5월 27일, 하이드리히가 영국체코망명정부의 암살부대에 의해 습격당하여 사망하자 프랑크는 바로 체코전역에 계엄령을 선포하고 의심되는 체코인 157명을 총살형에 처했다. 하이드리히가 죽자 실권을 노렸지만 히틀러와 힘러는 후임으로 쿠르트 달루에게를 보냈다. 새로운 부총독인 달루게는 총통명령에 근거하여 체코인에게 대대적인 보복을 실시했다. 9월 1일까지 3,188명의 체코인이 체포되어 그 중 1,357명이 즉결처형되었다. 1943년 8월에 달루게가 병석에 누우면서 부총독을 사임하자 드디어 프랑크가 체코의 실권을 잡기 시작했다. 1943년 8월 20일에 히틀러 내각의 보헤미아-모라비아 보호령(체코) 담당장관직이 신설되자 프랑크는 그 장관으로 취임했다. 대전 말기에 일어난 프라하 폭동에서 프랑크는 잔인무도한 진압을 실시하여 라디오에선 폭동을 일으킨 자는 피바다에 빠져 죽을 것이라 경고했다. 프랑크는 연합군을 환영하려는 군중에게 독일군과 경찰을 동원해 발포하여 수많은 체코인을 살해했다.
독일의 패전 후 프랑크는 1945년 5월 9일에 미군에 투항했지만 신병은 체코슬로바키아로 넘겨져 프라하의 인민법정에 세워지게 되었다. 법정은 그에게 사형을 선고하여 판크라치 교도소의 앞뜰에서 교수형에 처해졌다. 프랑크의 죽음을 보기 위해 형무소의 마당엔 5,000명이나 되는 군중들이 모였다고 한다.

### 참고 문헌
- Bryant, Chad Carl (2007). 《Prague in Black: Nazi Rule and Czech Nationalism》. Cambridge, MA: Harvard University Press. ISBN 978-0-674-02451-9.
- Hrošová, Marie (2012), 《Na každém kroku boj》 1판, Nové Město u Chlumce nad Cidlinou: Český svaz bojovníků za svobodu, ISBN 978-80-260-2483-5
- Miller, Michael (2006). 《Leaders of the SS and German Police, Vol. 1》. R. James Bender Publishing. ISBN 978-93-297-0037-2.
- Suchánková, Kateřina (2013). “Protipartyzánská operace Tetřev v roce 1944” (PDF). Masaryk University.
- Williams, Max (2003). 《Reinhard Heydrich: The Biography, Volume 2—Enigma》. Church Stretton: Ulric Publishing. ISBN 978-0-9537577-6-3.
- Zentner, Christian; Bedürftig, Friedemann (1997) [1991]. 《The Encyclopedia of the Third Reich》. New York: Da Capo Press. ISBN 978-0-3068079-3-0.